# Oskar Vales Varela
Oskar Vales Varela (Bilbao, 13 de setembre de 1974) és un exfutbolista professional basc que jugava com a defensa.

## Trajectòria
Va sorgir del planter de l'Athletic Club. Després de passar per l'equip B, debut amb els lleons el 6 d'abril de 1994 davant el Reial Oviedo, un dels quatre partits que va disputar eixe any. A la temporada següent, la 94/95, tot i que va començar al filial, es va acabar consolidant en el primer equip, jugant uns altres 20 partits, per a ser titular a la 95/96, amb 37 partits, i marcant el seu únic gol.
Després d'una campanya 96/97 un pèl irregular, a l'estiu del 1997 marxa al Celta de Vigo, on romandria dues temporades. La primera ostentaria la titularitat, però a la Segona Baixaria a 24 partits.
De nou a l'Athletic des de la campanya 99/00, en aquesta segona etapa no va quallar tant com a l'anterior. Només a la 00/01 va estar a l'onze inicial quasi sempre. A partir d'ací, la seua contribució baixaria a poc a poc fins amb prou feines comptar: 2 partits a la 03/04 i cap a la 04/05.
De nou a l'Athletic des de la campanya 99/00, en aquesta segona etapa no va quallar tant com a l'anterior. Només a la 00/01 va estar a l'onze inicial quasi sempre. A partir d'ací, la seua contribució baixaria a poc a poc fins amb prou feines comptar: 2 partits a la 03/04 i cap a la 04/05.
Després de deixar el futbol i provar sort al món del pàdel, Oskar Vales va retornar als camps al novembre de 2008 al fitxar pel Gatika, un club de la Divisió d'Honor biscaïna, entrenat pel seu company a l'Athletic Aitor Larrazabal. També juga amb l'Athletic a la lliga indoor.